# 章霖
章霖（？—？），直隸松江府華亭縣人，清朝政治人物。萬曆二十六年進士章元衡孫。

## 生平
章霖其貌不揚，一眼已盲。順治十二年（1655年）乙未科進士，已年過六十。引見時，惟恐因相貌落選翰林院，於是精心衣著，且用剪紙做成義眼佩戴，遠望目光炯炯，引見中途義眼脫落，令人忍俊不禁。《清稗類鈔》載其終成翰林，然而《詞林輯略》無載。